# Herminia Borchard Dassel
Herminia Borchard Dassel (* 1821 in Königsberg, Ostpreußen, als Herminia Borchard; † 7. Dezember 1857 in New York City) war eine deutschamerikanische Porträt-, Landschafts- und Genremalerin der Düsseldorfer Schule.

## Leben

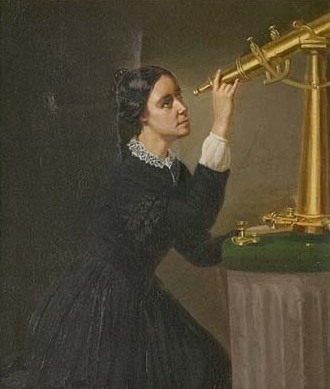
Maria Mitchell, 1851

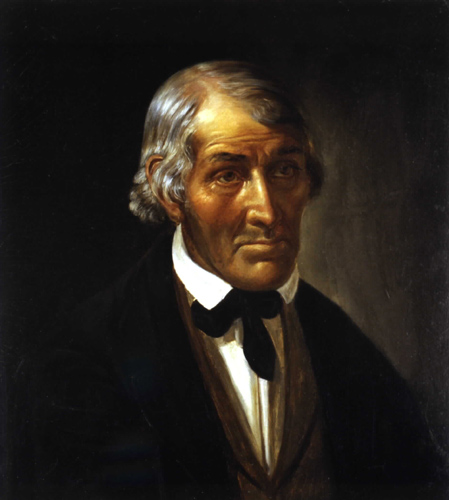
Abram Quary, 1851

Herminia Borchard wuchs mit ihren Eltern und ihren Geschwistern in einem wohlhabenden Haushalt auf. In der Bankenkrise des Jahres 1839 ging ihr Vater, ein Königsberger Bankier, bankrott. Bis auf einen kleinen Hof verlor die Familie ihr Vermögen. Um zum Einkommen beizutragen, begann Herminia Borchard in Königsberg als Malerin zu arbeiten, ehe sie nach Düsseldorf zog, wo sie 1846 Privatunterricht bei Karl Ferdinand Sohn nahm. Ihren Lebensunterhalt bestritt sie durch Genremalerei, in der sie Szenen des ländlichen Lebens darstellte. Nachdem sie eine Weile gereist war und dabei Wien und Italien besucht hatte, zog sie 1849 nach Philadelphia, Pennsylvania, wo sie einen Mann namens Dassel heiratete und mit ihm eine Familie gründete. Bald darauf lebte sie in New York City. Vor allem schuf sie Porträts von Angehörigen reicher New Yorker Familien. Ihr besonderes Interesse galt dem Leben indianischer Ureinwohner. Ihre Werke wurden in Ausstellungen der American Art-Union, des Boston Athenæum und der National Academy of Design gezeigt. Dabei bildeten Landschaften und Genredarstellungen den Schwerpunkt. 1851 entstanden ihre bekanntesten Arbeiten, das Porträt Abram Quary, the Last Indian on Nantucket Island und das Bildnis der Astronomin Maria Mitchell. Mitte der 1850er Jahre gehörte sie zu 34 Künstlern, die sich in der Kunstzeitschrift The Crayon durch „advertising cards“ profilierten. Zugunsten ihrer drei Kinder veranstaltete ein Komitee unter der Leitung des Schriftstellers Henry Theodore Tuckerman nach ihrem Tod in ihrem Haus 30 East Twelfth Street eine Verkaufsausstellung und Lotterie.